# إبراشي وديرماركر
مكتب إبراشي وديرماركر المحاماة هو ممارسة قانونية تخدم الاحتياجات القانونية للأعمال منذ عام 1932. تعمل الشركة كمستشار قانوني للعديد من الشركات العاملة في مصر . 

## روابط خارجية
- www.ibrachy-dermarkar.com